# 32a Mostra Internacional de Cinema de Venècia
La 32a Mostra Internacional de Cinema de Venècia es va celebrar entre el 25 d'agost al 5 de setembre de 1971. No hi hagué jurat perquè els edicions del 1969 al 1979 no van ser competitives.

## Pel·lícules exhibides
- The Devils de Ken Russell
- La vacanza de Tinto Brass
- L'ospite de Liliana Cavani
- The Last Movie de Dennis Hopper
- Gāv de Dariush Mehrjui

## Premis
- Lleó d'Or a la carrera:
  - John Ford, Marcel Carné i Ingmar Bergman.
- Premi FIPRESCI 
  - Gāv (Dariush Mehrjui)
- Premi Pasinetti 
  - Millor pel·lícula estrangera - The Devils (Ken Russell)
  - Millor pel·lícula italiana - La vacanza (Tinto Brass)
- Premi CIDALC 
  - The Last Movie (Dennis Hopper)
- Timó d'Or
  - L'ospite (Liliana Cavani)